# Episodi di Masters of Sex (terza stagione)
La terza stagione della serie televisiva Masters of Sex è stata trasmessa in prima visione negli Stati Uniti d'America dal canale via cavo Showtime dal 12 luglio al 27 settembre 2015.
Negli Stati Uniti, l'episodio Parliament of Owls, è stato reso disponibile in anteprima dal 2 luglio 2015 sul sito web di Showtime, su YouTube e sui servizi Showtime On Demand e Showtime Anytime. Verrà trasmessa in chiaro su Cielo.
In Italia, la stagione è andata in onda in prima visione assoluta sul canale satellitare Sky Atlantic dall'11 luglio al 26 settembre 2016.
Teddy Sears ricompare come guest star.
| nº | Titolo originale          | Prima TV USA      | Prima TV Italia   |
| -- | ------------------------- | ----------------- | ----------------- |
| 1  | Parliament of Owls        | 12 luglio 2015    | 11 luglio 2016    |
| 2  | Three's a Crowd           | 19 luglio 2015    | 18 luglio 2016    |
| 3  | The Excitement of Release | 26 luglio 2015    | 25 luglio 2016    |
| 4  | Undue Influence           | 2 agosto 2015     | 1º agosto 2016    |
| 5  | Matters of Gravity        | 9 agosto 2015     | 8 agosto 2016     |
| 6  | Two Scents                | 16 agosto 2015    | 15 agosto 2016    |
| 7  | Monkey Business           | 23 agosto 2015    | 22 agosto 2016    |
| 8  | Surrogates                | 30 agosto 2015    | 29 agosto 2016    |
| 9  | High Anxiety              | 6 settembre 2015  | 5 settembre 2016  |
| 10 | Through a Glass, Darkly   | 13 settembre 2015 | 12 settembre 2016 |
| 11 | Party of Four             | 20 settembre 2015 | 19 settembre 2016 |
| 12 | Full Ten Count            | 27 settembre 2015 | 26 settembre 2016 |

## Parliament of Owls
- Titolo originale: Parliament of Owls
- Diretto da: Jeremy Webb
- Scritto da: Michelle Ashford

### Trama
- Guest star: Kevin Christy (Lester Linden), Mather Zickel (George Johnson), Eric Lange (David Buckland), Noah Robbins (Henry Johnson), Jaeden Lieberher (Johnny Masters), Alyvia Alyn Lind (Jenny Masters), Peter Douglas (Sergente Marcus Ivey), Isabelle Fuhrman (Tessa Johnson), Hanna Hall (Linda Einhorn), Chris Dougherty (Donald Einhorn).
- Ascolti USA: telespettatori 583 000[3]

## Three's a Crowd
- Titolo originale: Three's a Crowd
- Diretto da: Dean Parisot
- Scritto da: Amy Lippman

### Trama
- Guest star: Mather Zickel (George Johnson), Necar Zadegan (Regina dell'Iran), Kevin Christy (Lester Linden), Waleed Zuaiter (Mohammad, Shah dell'Iran), Maggie Grace (Christine Wesh), Jack Laufer (Herb Spleeb), JB Blanc (Mahdi), Isabelle Fuhrman (Tessa Johnson), Christopher Grove (Harry Vetters), Jim Ortlieb (Pastore), Leo Marks (Commissario matrimoniale).
- Ascolti USA: telespettatori 535 000[4]

## The Excitement of Release
- Titolo originale: The Excitement of Release
- Diretto da: Miguel Sapochnik
- Scritto da: Steven Levenson

### Trama
- Guest star: Beau Bridges (Barton Scully), Ben Koldyke (Paul Edley), Kevin Christy (Lester Linden), Heléne Yorke (Jane Martin), Garrett M. Brown (Rettore Doug Fitzhugh), Susan May Pratt (Joy Edley), Eve Gordon (Judith), Kevin Fonteyne (Matt), Eddie Jemison (Venditore), Isabelle Fuhrman (Tessa Johnson) e Josh Charles (Daniel Logan), Colin Woodell (Ronald Sturgis), Reagan Pasternak (Patricia), John Gleeson Connolly (Hugh Hefner), Wendy Worthington (Sorella Annabelle), Pete Gardner (Dean Snyder).
- Ascolti USA: telespettatori 509 000[5]

## Undue Influence
- Titolo originale: Undue Influence
- Diretto da: Christopher Manley
- Scritto da: Gina Fattore

### Trama
- Guest star: Beau Bridges (Barton Scully), Tate Donovan (Graham Pennington), Isabelle Fuhrman (Tessa Johnson), Ben Koldyke (Paul Edley), Christian Clemenson (Leslie Riordan), Eve Gordon (Judith), Jaeden Lieberher (Johnny Masters), Alyvia Alyn Lind (Jenny Masters), Kevin Fonteyne (Matt), Julie Ann Emery (Jo), Susan May Pratt (Joy Edley), Josh Charles (Daniel Logan), Allison Janney (Margaret Scully), Danny Jacobs (Bob Drag), Sarah M. Scott (Elsa).
- Ascolti USA: telespettatori 585 000[6]

## Matters of Gravity
- Titolo originale: Matters of Gravity
- Diretto da: Adam Arkin
- Scritto da: Esta Spalding

### Trama
- Guest star: Beau Bridges (Barton Scully), Tate Donovan (Graham Pennington), Isabelle Fuhrman (Tessa Johnson), Frances Fisher (Edna Eshelman), Ben Koldyke (Paul Edley), Michael O'Keefe (Harry Eshelman), Kevin Christy (Lester Linden), Garrett M. Brown (Rettore Doug Fitzhugh), Jaeden Lieberher (Johnny Masters), Julie Ann Emery (Jo), Josh Charles (Daniel Logan), Allison Janney (Margaret Scully), Colin Woodell (Ronald Sturgis), Peter Mackenzie (Leslie Farber).
- Ascolti USA: telespettatori 552 000[7]

## Two Scents
- Titolo originale: Two Scents
- Diretto da: Michael Weaver
- Scritto da: David Flebotte

### Trama
- Guest star: Isabelle Fuhrman (Tessa Johnson), Michael O'Keefe (Harry Eshelman), Kevin Christy (Lester Linden), Heléne Yorke (Jane Martin), Ben Koldyke (Paul Edley), Jaeden Lieberher (Johnny Masters), Keir O'Donnell (Vincent), Kristen Hager (Isabella Ricci), Christopher Wiehl (Al Neely), Susan May Pratt (Joy Edley), Frances Fisher (Edna Eshelman), Josh Charles (Daniel Logan), Daniel Rubiano (Thomas), Frank Clem (Steve).
- Ascolti USA: telespettatori 734 000[8]

## Monkey Business
- Titolo originale: Monkey Business
- Diretto da: Adam Arkin
- Scritto da: Michelle Ashford e David Flebotte

### Trama
- Guest star: Teddy Sears (Austin Langham), Isabelle Fuhrman (Tessa Johnson), Kevin Christy (Lester Linden), Heléne Yorke (Jane Martin), Ben Koldyke (Paul Edley), Alex Borstein (Loretta), Jaeden Lieberher (Johnny Masters), Joe Tapper (Keith), Sarah Silverman (Helen), Josh Charles (Daniel Logan), Bruce Nozick (Giornalista), Frank Clem (Steve).
- Ascolti USA: telespettatori 643 000[9]

## Surrogates
- Titolo originale: Surrogates
- Diretto da: Matt Earl Beesley
- Scritto da: Steven Levenson

### Trama
- Guest star: Beau Bridges (Barton Scully), Teddy Sears (Austin Langham), Kevin Christy (Lester Linden), Heléne Yorke (Jane Martin), Ben Koldyke (Paul Edley), Emily Kinney (Nora Everett), Sam McMurray (Signor Avery), Rob Benedict (Jonathan Laurents), Sarah Silverman (Helen), Josh Charles (Daniel Logan), Grant Harvey (Martin O'Reilly), Whitney Anderson (Cookie).
- Ascolti USA: telespettatori 688 000[10]

## High Anxiety
- Titolo originale: High Anxiety
- Diretto da: Dan Attias
- Scritto da: Jonathan Igla

### Trama
- Guest star: Teddy Sears (Austin Langham), Kevin Christy (Lester Linden), Ben Koldyke (Paul Edley), Emily Kinney (Nora Everett), Laura Silverman (Stephanie), Jaeden Lieberher (Johnny Masters), Colin Woodell (Ronald Sturgis), Sarah Silverman (Helen), Josh Charles (Daniel Logan), Jerry O'Donnell (Jack Coleridge), Blake Morgan Ferris (Dennis).
- Ascolti USA: telespettatori 562 000[11]

## Through a Glass, Darkly
- Titolo originale: Through a Glass, Darkly
- Diretto da: Jeremy Webb
- Scritto da: Steven Levenson e Esta Spalding

### Trama
- Guest star: Beau Bridges (Barton Scully), Kevin Christy (Lester Linden), Ben Koldyke (Paul Edley), Emily Kinney (Nora Everett), Dennis Cockrum (Francis Masters), Jaeden Lieberher (Johnny Masters), Rob Benedict (Jonathan Laurents), Colin Woodell (Ronald Sturgis), Kevin Fonteyne (Matt), Alyvia Alyn Lind (Jenny Masters), Isabelle Fuhrman (Tessa Johnson), Josh Charles (Daniel Logan), Sascha Alexander (Lois Weiland), Brian Ibsen (Cal), Richardson Jones (Arnold).
- Ascolti USA: telespettatori 601 000[12]

## Party of Four
- Titolo originale: Party of Four
- Diretto da: Susanna White
- Scritto da: Amy Lippman

### Trama
- Guest star: Judy Greer (Alice Logan), Ben Koldyke (Paul Edley), Maury Sterling (Detective David Asher), Jaeden Lieberher (Johnny Masters), Alyvia Alyn Lind (Jenny Masters), Josh Charles (Daniel Logan).
- Ascolti USA: telespettatori 548 000[13]

## Full Ten Count
- Titolo originale: Full Ten Count
- Diretto da: Michael Apted
- Scritto da: Michelle Ashford

### Trama
- Guest star: Beau Bridges (Barton Scully), Kevin Christy (Lester Linden), Heléne Yorke (Jane Martin), Michael O'Keefe (Harry Eshelman), Emily Kinney (Nora Everett), Jaeden Lieberher (Johnny Masters), Brian Howe (Sam Duncan), Dennis Cockrum (Francis Masters), Rob Benedict (Jonathan Laurents), Colin Woodell (Ronald Sturgis), Danny Jacobs (Bob Drag), Josh Charles (Daniel Logan).
- Ascolti USA: telespettatori 605 000[14]